# Sorbus thomsonii
Sorbus thomsonii là loài thực vật có hoa trong họ Hoa hồng. Loài này được (King ex Hook. f.) Rehder miêu tả khoa học đầu tiên năm 1915.